# Festa Major de la Vall d'Hebron
La Festa Major de la Vall d'Hebron se celebra la segona quinzena de juny al barri de la Vall d'Hebron, al districte d'Horta-Guinardó de Barcelona. La festa major, que dura tres o quatre dies, es fa pels volts del 24 de juny, la diada de Sant Joan, i sobretot el dia abans, que és quan hi ha la revetlla. La gran majoria de les activitats de la festa es fan entre els jardins de Can Brasó i el casal de barri de Can Travi, la seu de moltes de les entitats organitzadores, com ara l'Associació de Veïns del Parc de la Vall d'Hebron.

## Actes destacats
- Cercavila de festa major. El primer divendres de festa major al vespre, els Diables del Carmel organitzen una cercavila participativa per convidar tots els veïns i veïnes a prendre part en les festes del barri.[1]
- Acte de foc. La vigília del dia principal de la festa major els Diables del Carmel fan un acte de foc als jardins de Can Brasó.[1]
- Despertada. El dia de la festa major, a primera hora del matí, la secció de percussió dels Diables del Carmel transita pels carrers del barri per anunciar que el dia gran ja ha arribat.[1]
- Revetlla de Sant Joan. La nit de Sant Joan s'escau amb les celebracions de la festa major i per aquest motiu a la Vall d'Hebron la revetlla té un significat especial. Als jardins de Can Brasó s'encén una foguera amb el foc de la Flama del Canigó i, després de menjar coca, hi ha ball amb orquestra.[1]
- Havaneres. A la Vall d'Hebron s'acomiada la festa major el dia de Sant Joan al vespre, amb una cantada d'havaneres al parc acompanyada de rom cremat.[1]